# Ледачий софізм
Ледачий софізм (ἀργός λόγος) — софізм, сформульований Цицероном у трактаті «Про долю» як аргумент проти фаталізму. Означає байдужість людини до будь-яких активних дій та майбутніх подій, що мають відбутися, а саме невтручання до жодних справ. Ця логічна помилка подібна до хибної дилеми, але має відношення до майбутнього, а не теперішнього часу.

## Приклад ледачого софізму
Згідно з цим аргументом можна побудувати таке міркування.
Якщо кандидату до Верховної Ради України призначено стати депутатом, чи то звернеться він до соціологічного опитування, чи то не звернеться, він все одне стане членом парламенту. А що як йому не призначено стати депутатом, чи то звернеться від до соціологічного опитування, чи то не звернеться, все одне не стане депутатом. Бо те й інше — доля. Тому звертатися за допомогою до соціологічних опитувань начебто немає жодного сенсу.
Таким чином, «ледачий софізм» означає, що не слід прикладати жодного зусилля ні до чого — все вирішиться або не вирішиться саме собою.